# Encyklopédia jazykovedy
Encyklopédia jazykovedy – słowacka encyklopedia językoznawstwa, wydana w 1993 roku przez wydawnictwo Obzor. Publikację skompilował lingwista Jozef Mistrík. Jest pierwszą tego rodzaju i jedną z najważniejszych publikacji słowackich w tym obszarze wiedzy.
Nad dziełem pracowało w sumie 68 autorów – specjalistów i lektorów. Pisano je w latach 1982–1985, później wprowadzano tylko niewielkie poprawki. Prace nad encyklopedią zakończyły się w roku 1987. Z powodu problemów finansowych została wydana dopiero w 1993 r. Zawiera ponad 2 tys. haseł z różnych dziedzin wiedzy o języku: morfologii, leksykologii, fonetyki i fonologii, składni, stylistyki, językoznawstwa ogólnego, retoryki, historii języka i dziejów językoznawstwa; oddzielne hasła poświęcono osobistościom (krajowym i zagranicznym), instytucjom, czasopismom oraz pracom lingwistycznych (słowackim i zagranicznym). Zawiera 700 ilustracji.
Przed częścią hasłową książka zawiera obszerną sekcję wprowadzającą, poświęconą ogólnym rozważaniom językoznawczym. Zawarto w niej teksty: Korene jazyka a reči autorstwa Slavomíra Ondrejoviča i Viktora Krupy, Korene a vývin slovenčiny autorstwa Rudolfa Krajčoviča, Slovenčina v súčasnosti autorstwa Jána Kačali oraz Perspektívy slovenčiny autorstwa Jozefa Mistríka.